# Dallis Flowers
Dallis Flowers (Chicago, 4 giugno 1997) è un giocatore di football americano statunitense che milita nel ruolo di cornerback per i San Francisco 49ers della National Football League (NFL).

## Carriera

### Indianapolis Colts
Dopo non essere stato scelto nel Draft NFL 2022, Flowers firmò con gli Indianapolis Colts. Riuscì a entrare nei suoi uomini del roster per l'inizio della stagione regolare e la sua prima annata si chiuse disputando 13 partite, di cui una come titolare, con 14 tackle, un fumble forzato e 728 yard su ritorno, venendo inserito come kick returner nella formazione ideale dei rookie dalla Pro Football Writers of America.

### Tampa Bay Buccaneers
Il 15 ottobre 2024 Flowers firmò con la squadra di allenamento dei Tampa Bay Buccaneers. Il 14 gennaio 2025 firmò un nuovo contratto come riserva.
Il 29 aprile 2025 Flowers fu svincolato dai Buccaneers.

### San Francisco 49ers
Il 9 maggio 2025 Flowers firmò con i San Francisco 49ers.

## Palmarès
- PFWA All-Rookie Team - 2022